# El embrujo de Shanghai
El embrujo de Shanghai és una pel·lícula espanyola de 2002 dirigida per Fernando Trueba i basada en la novel·la homònima de Juan Marsé que, al seu torn, ho està en la pel·lícula The Shanghai Gesture (Josef von Sternberg, 1941), titulada en castellà El embrujo de Shanghai. Als Premis Goya de 2003 va obtenir tres estatuetes: millor direcció artística, millor disseny de vestuari i millor maquillatge i perruqueria.
El rodatge de la pel·lícula va ser fotografiat pel fotoperiodista David Airob, qui captava els moments previs i posteriors a la filmació de les escenes, i qui més tard en va fer un llibre i una exposició fotogràfica.

## Argument
La pel·lícula se situa al barri de Gràcia de Barcelona durant la postguerra. Les aparicions i desaparicions dels maquis, que arriben des de l'altre costat de la frontera, i el relat de les seves aventures són l'única cosa que anima l'ambient gris de l'època. Dani (Fernando Tielve) és un noi de catorze anys amb dots de dibuixant que té cura del capità Blay (Fernando Fernán Gómez), un ancià veterà de la guerra civil espanyola. Blay suggereix que Dani dibuixi la Susana (Aida Folch), una noia malalta de tuberculosi, com a tema per a un cartell que adverteix dels perills que el fum de la fàbrica provoqui aquesta malaltia. Dani i Susana comencen una història romàntica, mentre un dels col·legues de guerra del pare d'ella, Forcat (Eduard Fernández), els explica històries de les gestes d'aquest com a agent secret a la ciutat xinesa de Shanghai, on haurà de complir una arriscadíssima missió entre pistolers, exnazis i sinistres clubs nocturns. Fins que la realitat els faci despertar de l'embruixament.

## Repartiment
- Fernando Tielve: Dani
- Aida Folch: Susana, filla d'Anita
- Ariadna Gil: Anita, mare de Susana / Chen, dona xinesa
- Fernando Fernán Gómez: Capità Blay, marit de Betibú
- Eduard Fernández: Forcat, amic de Kim
- Antonio Resines: Kim, pare de Susana
- Rosa Maria Sardà: Betibú, dona del Capità Blay
- Jorge Sanz: Denis, company anarquista de Kim i Forcat[6]
- Juan José Ballesta: Finito Chacón
- Cristina Dilla: mare d'en Dani
- Joan Borràs: Dr. Barjau
- Götz Otto: Omar
- Féodor Atkine: Michel Levy
- Antonio Dechent: Capatàs
- Philippe Beglia: Lambert

## Producció
El projecte de dur la novel·la al cinema, que comptava amb quasi mil milions de pessetes de pressupost (1.200 segons altres fonts), era inicialment de Víctor Erice; però, tot i haver-hi estat treballant sis anys, finalment va passar a les mans de Fernando Trueba. Segons el productor de la pel·lícula, Andrés Vicente Gómez, el guió d'Erice era un projecte de guió que no podia dur-se a terme, i va oferir-li la direcció a Trueba ja que aquest era un dels directors preferits de Juan Marsé per a El embrujo de Shanghai, juntament amb Manuel Gutiérrez Aragón i Erice. Segons aquest últim, però, el motiu va ser la suposada manca d'espectacularitat del seu pla de rodatge, en el qual la presència de Shanghai es veia reduïa a un parell de postals, a diferència de la versió de Trueba.

### Rodatge i fotografia
La pel·lícula es va rodar primer a Barcelona i després a Madrid, entre el juliol i l'agost de 2001, i el rodatge es va allargar un total d'onze setmanes.
A Barcelona hi havia molts exteriors (principalment al barri de Gràcia), i segons el director de fotografia, José Luis López-Linares, el fet que estiguéssin exposats a una llum natural molt intensa i dura va suposar un desafiament, ja que calia evitar els contrastos forts per tal de poder aconseguir un ambient que evoqués el del cinema clàssic de la dècada del 1940, que és quan passa la història, i que els espectadors no percebéssin que aquells exteriors s'havien rodat al migdia en ple estiu.
López-Linares va intentar recuperar l'atmosfera de les pel·lícules en blanc i negre per a seduir els adolescents protagonistes. En la part rodada en blanc i negre la inspiració clàssica estava encara més marcada, amb llums dirigits i absència de justificació naturalista, aconseguint una il·luminació plantejada més en funció dels efectes que produïa en cada moment que no pas de crear un clima de realitat. La intenció era apropar-se a com seria una pel·lícula rodada en aquella època. En canvi, a l'hora de plasmar l'emoció d'un viatge en el temps, va intentar donar amb el color la mirada enrere de Marsé. Juntament amb el director artístic (Salvador Parra) i la dissenyadora de vestuari (Lala Huete), van optar per una gamma restringida de colors (apagats, tirant a ocres i grocs en els exteriors de dia), a excepció de l'habitació de la noia, que constitueix una llum a part. El motiu d'aquest tracte diferencial és que en aquest espai hi funcionen claus específiques, com la imaginació, la fascinació i el descobriment del desig. Barcelona i Shanghai representaven dos espais diferents, i també dos nivells de la història. Per tal de marcar aquest canvi de registre de manera expressiva va decidir rodar en color a Barcelona, que és l'àmbit de la història "real", trista i melancòlica, i en blanc i negre Shanghai, que és on passa la història somiada i producte de la fantasia.
El director de fotografia va explicar que quan treballaven al barri de Gràcia (on van haver de fer feina de reconstrucció per a l'ambientació) la llum era més realista, i que fins i tot de vegades recorrien a la penombra per a expressar la postguerra, mentre que Shanghai, que és el terreny de la imaginació, va necessitar la creació d'un espai fictici. En aquest sentit, Salvador Parra i Emilio Ruiz (responsable de les maquetes) van fer un decorat ple de relleu, profunditat i vida, i López-Linares va mirar de trobar una llum poc real que estigués al servei dels somnis de la noia malalta.

### Localitzacions

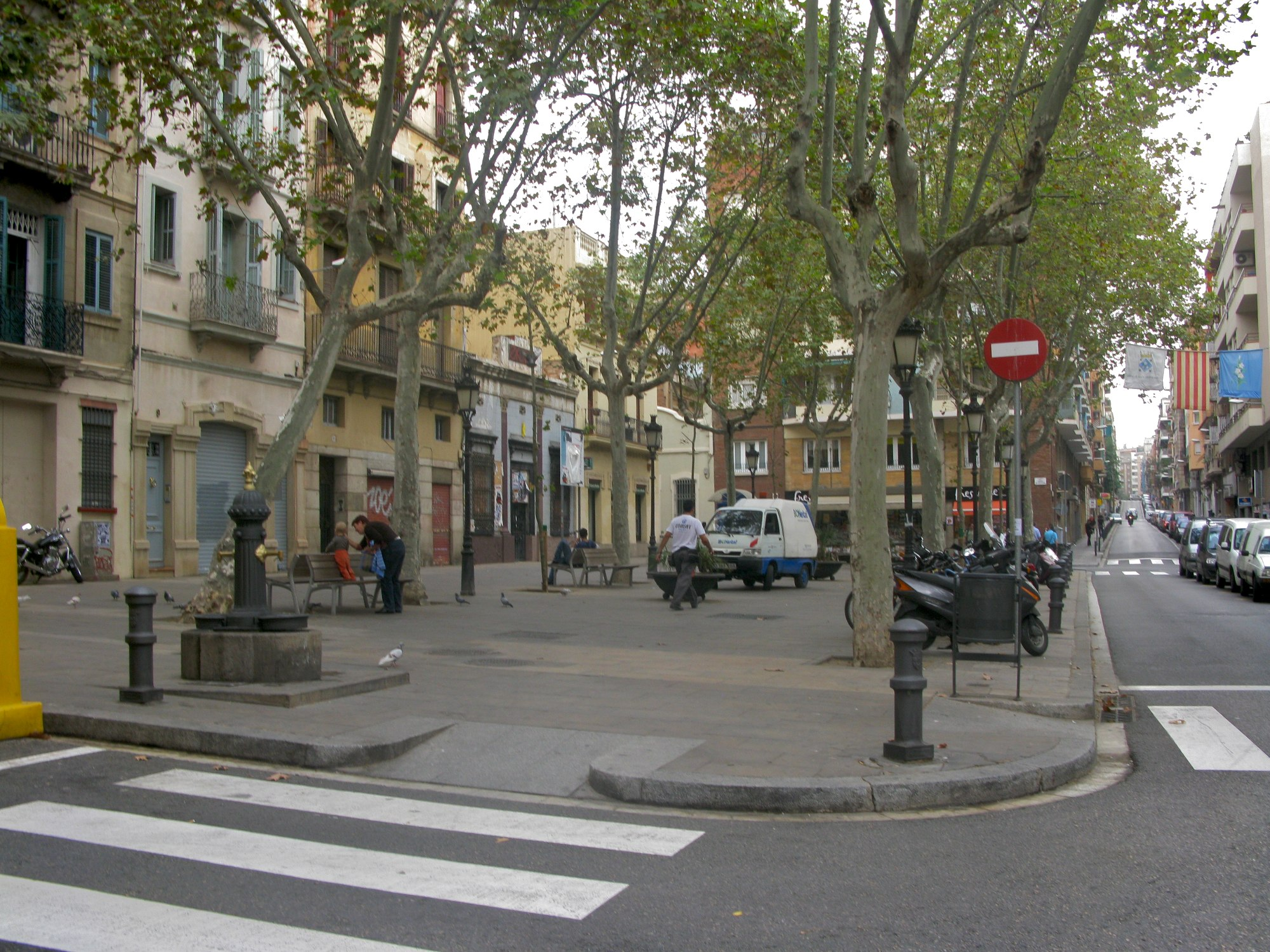
La Plaça Rovira, a Gràcia (Barcelona).

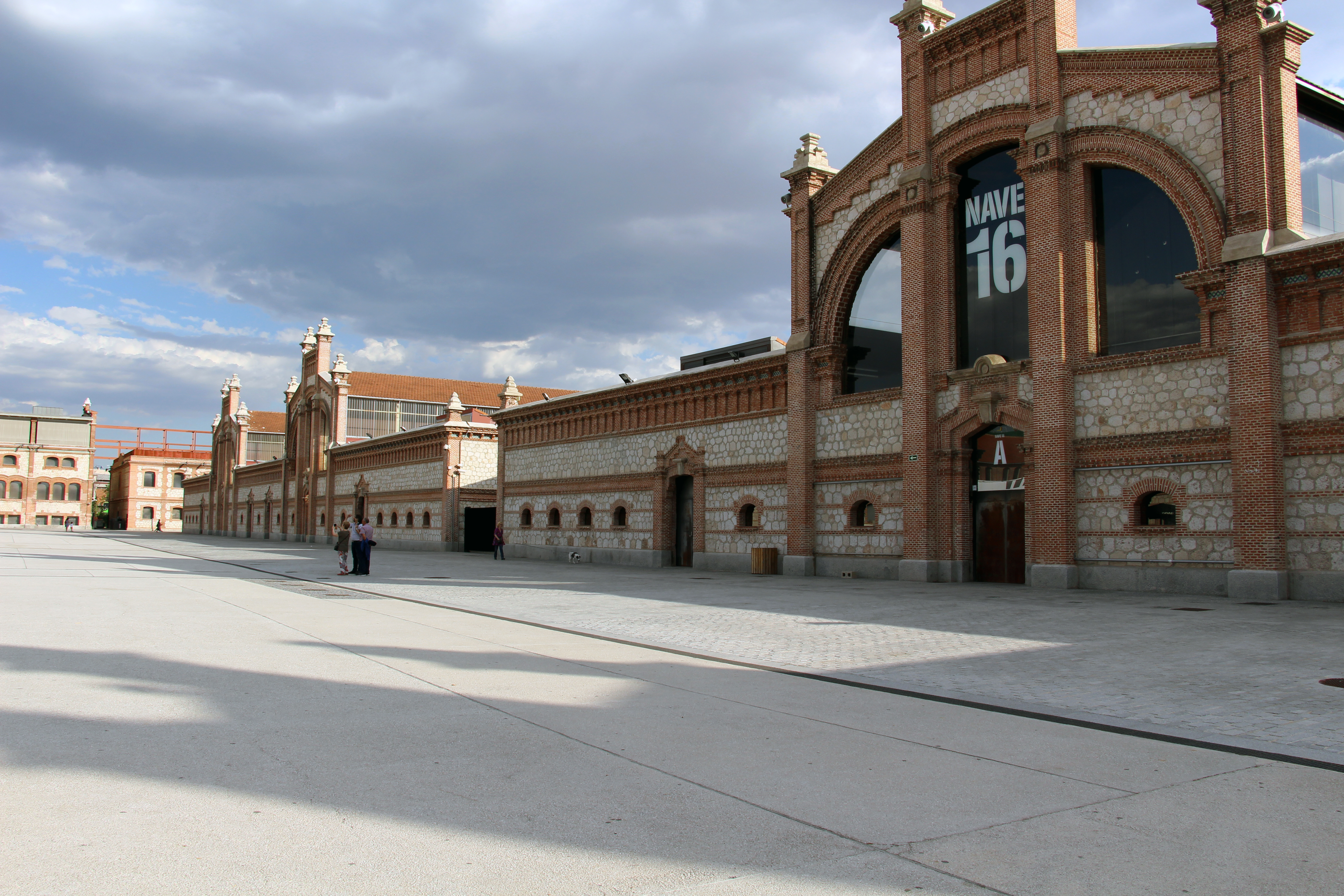
L'escorxador de Legazpi (Madrid), conegut com Matadero Madrid.

Trobar les localitzacions per a Barcelona va ser un procés llarg i complicat, ja que la ciutat viscuda i recordada per Marsé (que és la que apareix a la novel·la) s'havia de combinar amb la imaginada per Trueba i el que quedava de la Barcelona del 1948, i en alguns casos es van haver de construir decorats que s'ajustéssin alhora tant a les necessitats del rodatge com a l'atmosfera que desitjava el director. Com molts dels indrets reals immortalitzats per l'escriptor estaven ja molt transformats, el director artístic i el seu equip van elaborar l'ambientació i la transformació dels diferents elements, i el novel·lista també va col·laborar aportant idees per tal de substituir els escenaris de la novel·la per localitzacions reals similars. Així, per exemple, van ambientar la Plaça Rovira (recreant des del desaparegut Cine Rovira fins a les llambordes del terra, per a no fer servir el mètode habitual de les pel·lícules d'època de cobrir-lo amb sorra) ja que tenia un significat especial en la història, però per alguns dels decorats de la torre de Susana va caler combinar tres localitzacions diferents: l'una per a l'exterior a Palo Alto (Barcelona), una altra per als interiors a Cardedeu, i una tercera per a la galeria, construïda a plató (a Madrid).
Per al director artístic, recrear el Shanghai de 1948 va comportar fer-se dur l'attrezzo des de la Xina en contenidors. El carrer de la ciutat que apareix a la pel·lícula, de 150 metres de llarg, és un decorat construït a l'escorxador de Legazpi, a Madrid. En aquesta ciutat és on es van fer també el fumador d'opi i l'interior del club Yellow Sky. En canvi, els exteriors d'aquest i el port de Shanghai es van fer al Port Vell de Barcelona, i l'Estació del Nord de la ciutat va servir per ambientar els interiors de l'Hotel Cathay. La construcció a l'estil clàssic de Hollywood es va completar amb antigues tècniques de retroprojecció, amb la finalitat de recrear una ciutat oriental segons l'estil de les pel·lícules de Hollywood de les dècades del 1930 i 1940, ja que és com Trueba imaginava el Shanghai de la novel·la de Marsé: un noi de Barcelona de l'any 1948 coneixia la ciutat a través dels còmics i les pel·lícules de Hollywood.

### Càsting
Fernando Trueba va tenir clar des del principi que la mare de Susana i la dona oriental havia de ser la mateixa persona, i que ambdós personatges havia d'interpretar-los Ariadna Gil. La idea que ella fos el truc que uneix realitat (Barcelona) i ficció (Shanghai) va ser l'espurna que va ser el desencadenant de l'adaptació, i sense l'actriu no ho volia fer. El fet que la història parlés d'una família trencada i amb l'absència del pare, i de com un grup de persones inventés una família alternativa, li permetia a Trueba recomposar la família en la imaginació: el conte de Shanghai.
El director va tornar a treballar amb alguns dels seus actors i actrius assidus: a banda d'Ariadna Gil, també va repetir amb Rosa Maria Sardà, Jorge Sanz, Fernando Fernán Gómez i Antonio Resines. En canvi, tant Eduard Fernández com els nens Fernando Tielve (El espinazo del diablo), Aida Folch i Juan José Ballesta (El Bola) s'estrenaven a les seves ordres.
Per Ariadna Gil, la mare de Susana és "una dona molt terrenal, coqueta, sensual i força estomacada"; per Eduard Fernández, l'anarquista Forcat és "un home que cerca un lloc on reposar, una llar, una cosa que no ha tingut"; i segons Jorge Sanz, Denis és "algú a qui la vida l'ha tractat malament i busca venjança". Dani (Fernando Tielve) és un noi de 14 anys enamorat de Susana (Aida Folch), de la mateixa edat i malalta de tuberculosi; ella viu prostrada al llit, i ell gaudeix de la companyia del Capità Blay (Fernando Fernán-Gómez). Finito (Juan José Ballesta), en canvi, és un noi del carrer ben espabilat que sobreviu a base de tripijocs, i que comparteix jocs i secrets amb el seu amic Dani.
A l'hora de rodar les escenes que suposadament tenen lloc a la Xina van necessitar més de 600 figurants de totes les edats per tal d'omplir el carrer i resta d'escenaris de Shanghai. La dificultat de reunir a tants xinesos va fer que s'acabéssiin reclutant tant japonesos com filipins, també. Cadascun d'aquests extres va rebre 7.000 pessetes de paga per quasi 15 hores de feina, i 1.000 més si havien fet la prova de vestuari la setmana anterior.
A la novel·la de Marsé hi apareix una cantant xinesa amb guants verds acompanyada al piano per un home negre amb vestit blanc mentre ella canta I Get a Kick Out of You, i per tal de recrear aquesta imatge el director va fer venir el músic cubà de jazz Bebo Valdés, amic seu, per al paper del pianista vestit de blanc.

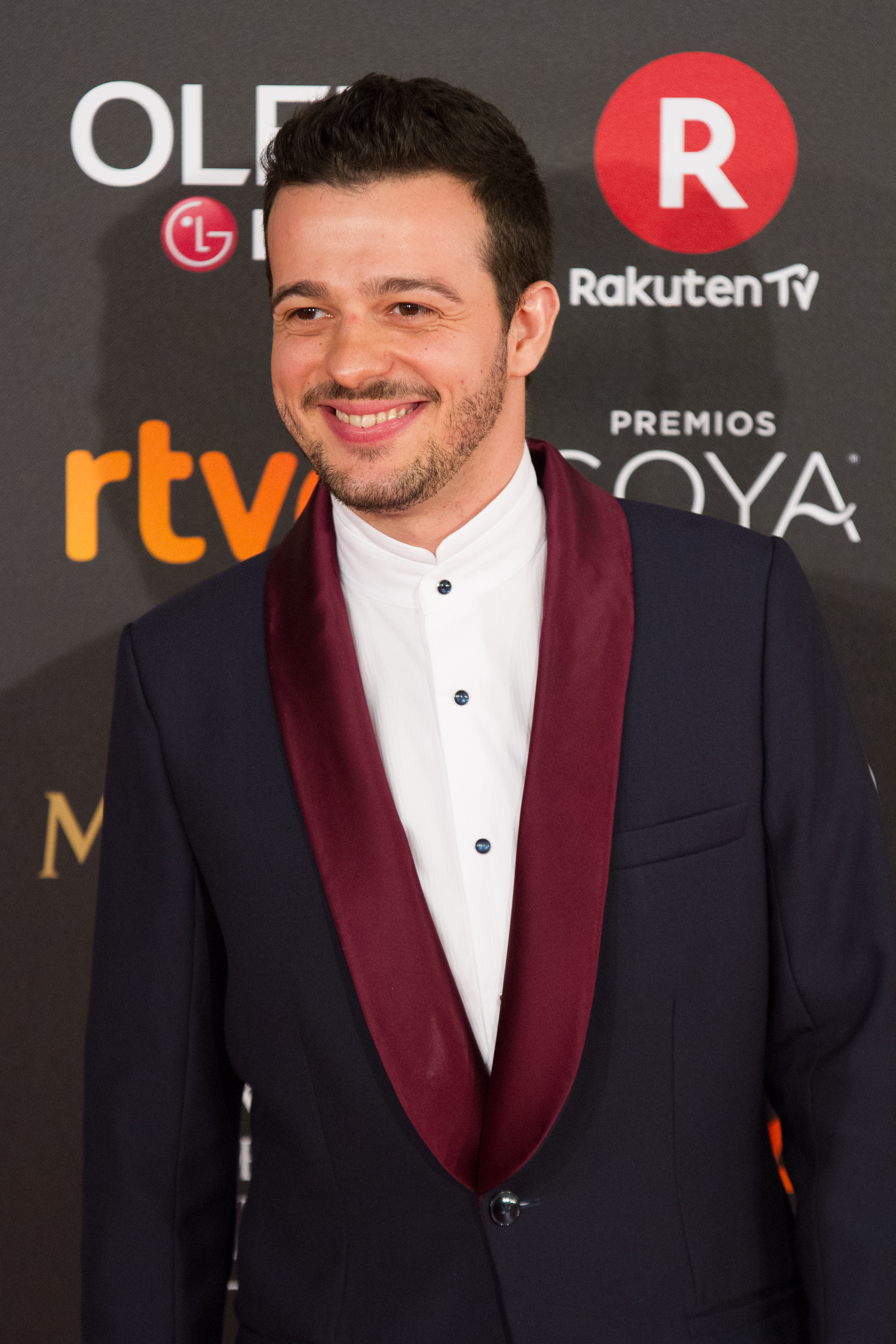
Fernando Tielve (Dani)
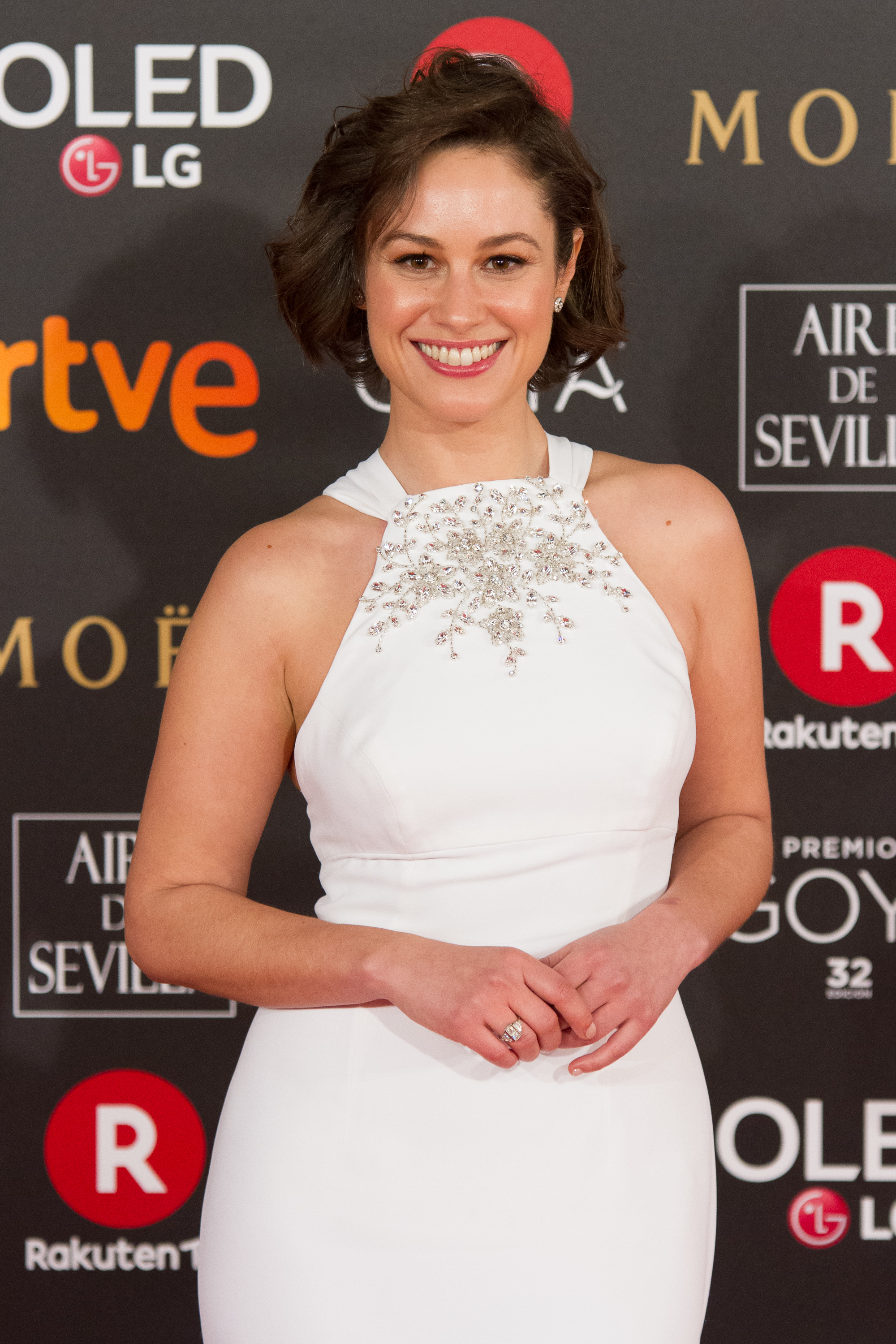
Aida Folch (Susana)
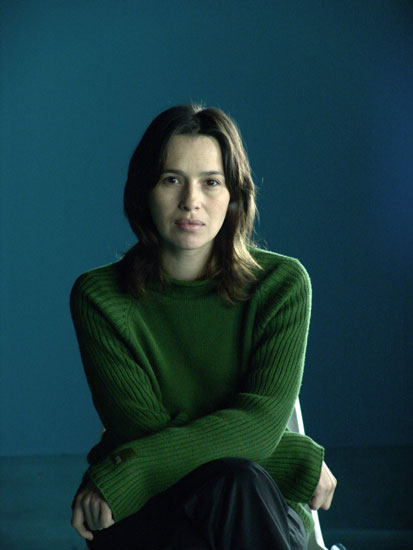
Ariadna Gil (Anita)
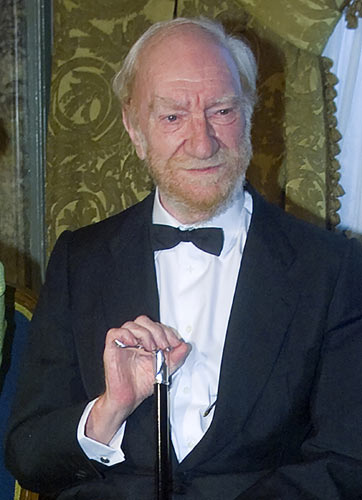
Fernando Fernán Gómez (Capità Blay)
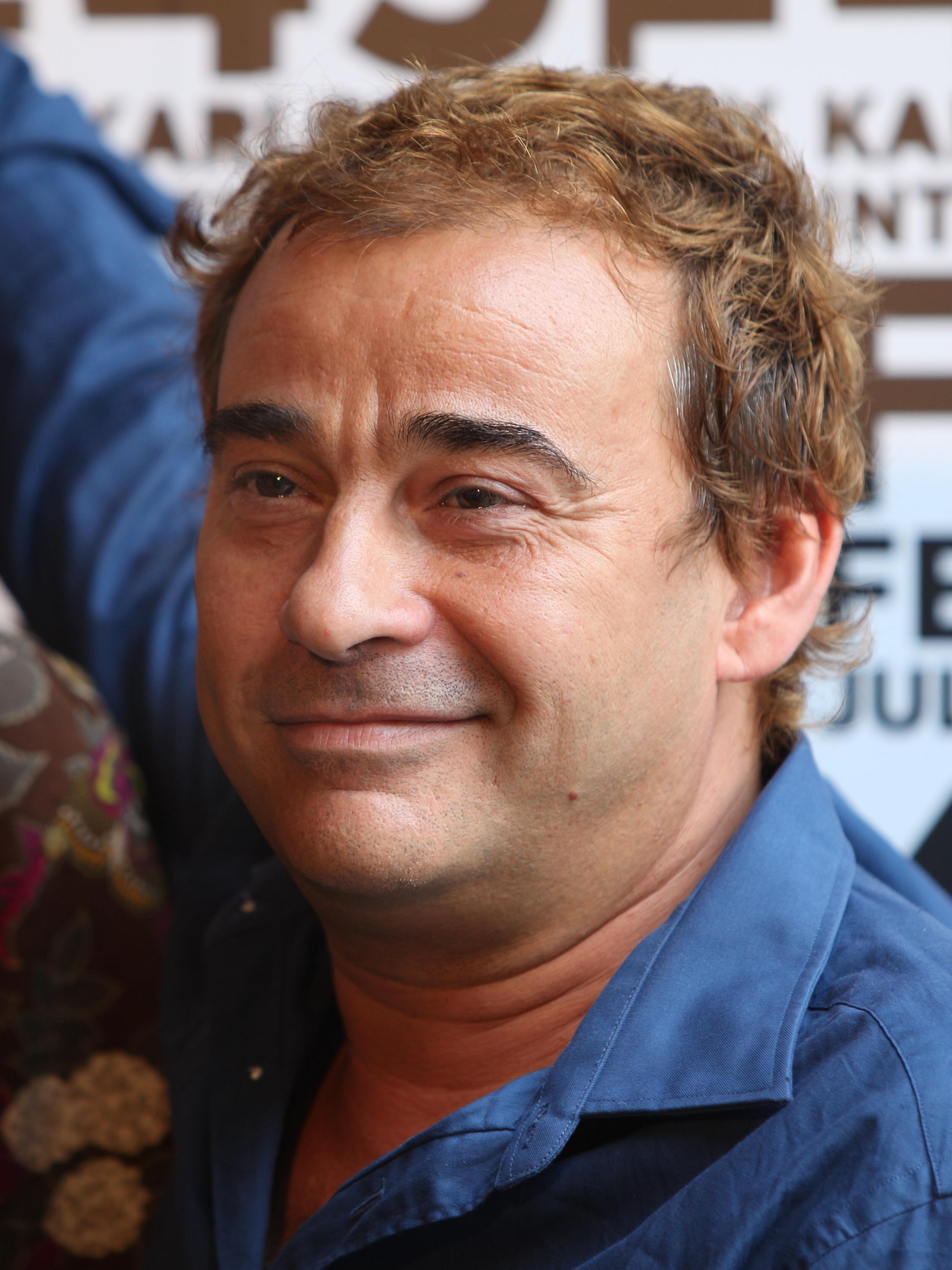
Eduard Fernández (Forcat)
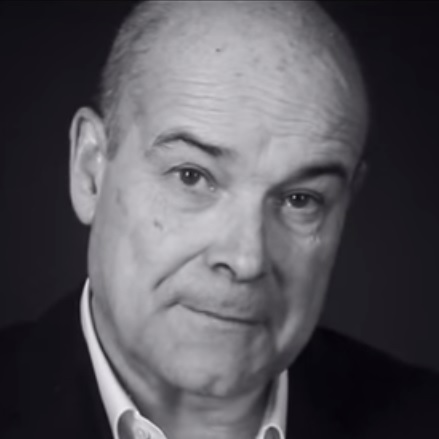
Antonio Resines (Kim)
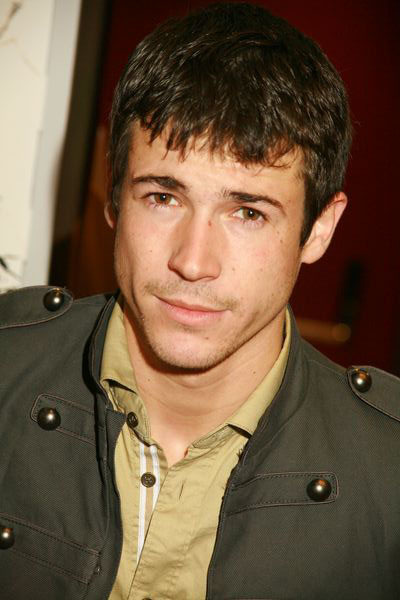
Juan José Ballesta (Finito)

## Crítica
Tot i rebre sis nominacions als Premis Goya de 2003, dels quals en va guanyar tres, majoritàriament la crítica no va acollir la pel·lícula amb gaires bons resultats. El públic del portal Rotten Tomatoes li va atorgar un 40% en el seu tomatometer; al portal FilmAffinity els espectadors la van puntuar amb un 4'7, i amb un 5'5 a Internet Movie Database, mentre que a Allmovie rebia tres de cinc estrelles.
Ángel Fernández-Santos, del diari El País, va afirmar que era una pel·lícula noble, magníficament filmada, ambiciosa i brillant, però que era una obra fallida, al no fixar el fil de l'emoció i dispersar-la, i faltar-li així, doncs, ànima, alè formal embolcallant; i en expulsar, per manca d'embranzida lírica, l'enigma d'aquest embruixament que cercava.
Vicente Molina Foix, de la revista Fotogramas, va concedir-li quatre estrelles de cinc, i va considerar que Trueba havia estat encertat en l'elecció d'un repartiment tan solvent (entre el que destaca a Fernando Fernán-Gómez, Aida Folch, Juanjo Ballesta i Cristina Dilla, i considera, en canvi, que Fernando Tielve va ser massa inexpressiu pel paper) i en l'emocionant elegància amb la qual filma els dos moments de pèrdua de la pel·lícula (la mort del capità a la placeta i el salt a l'edat de raó de Dani en l'escena del ball de noces). Destaca que la cinta planteja la dicotomia narració / il·lusió des de l'arrencada amb una gran potència lírica, i que un dels grans assoliments del director és el de desenvolupar subtilment la seva obra a partir de la mirada del noi, que no veu res que nosaltres no vegem (a excepció de Shanghai, que pertany a la falsificació interessada d'allò real que anomenem somni). També considera que Trueba aborda la presència absent del somni exòtic "construint un sostingut contrapunt d'atmosferes, temperatures, colors i marcs genèrics" que marquen i fan confluir harmònicament les dues vies dramàtiques d'aquesta adaptació de la novel·la; tot això amb l'ajuda de la paleta de colors de López-Linares, a qui titlla d'artista de la llum.

## Guardons
Premis
- Goya a la millor direcció artística per a Salvador Parra
- Goya al millor disseny de vestuari per a Lala Huete
- Goya al millor maquillatge i perruqueria per a Gregorio Ros (maquillatge) i Pepito Juez (perruqueria)

Nominacions
- Goya al millor guió adaptat per a Fernando Trueba
- Goya a la millor fotografia per a José Luis López-Linares
- Goya a la millor direcció de producció per a Luis Gutiérrez
- Premi Butaca a la millor actriu catalana de cinema per Ariadna Gil[16]